# 甕隆博
甕 隆博（もたい たかひろ、1959年9月 - ）は、日本の数学者、教育学者。専門は、解析学、数学教育学。
東京外国語大学国際日本学研究院准教授。博士（理学）。

## 学歴
- 1982年3月　信州大学理学部卒業
- 1985年3月　信州大学大学院理学研究科修士課程修了
- 1987年6月　筑波大学大学院数学研究科博士課程中退
- 1993年11月 博士（理学）学位取得

## 職歴
- 1987年7月　東京外国語大学外国語学部附属日本語学校 講師
- 1992年4月　東京外国語大学留学生日本語教育センター 講師（組織改変に伴う所属変更）
- 1994年4月　同 助教授
- 2015年4月　東京外国語大学国際日本学研究院 准教授

## 研究業績
- On Asymptotic behaviors for wave equations with a nonlinear dissipative term in R^{N}, Hokkaido Mathematical J. 25(1996), 119-135.
- Energy decay for wave equations with nonlinear dissipative term in R^{N}, J. Math. Soc. Japan 47(1995), 405-421(with K.. Mochizuki).
- 非線形の摩擦項を持つ波動方程式の解の漸近挙動について（筑波大学博士学位論文）,1993

| スタブアイコン | サブスタブ | この項目は、まだ閲覧者の調べものの参照としては役立たない、人物に関連した書きかけの項目です。この項目を加筆・訂正などしてくださる協力者を求めています（P:人物伝/PJ:人物伝）。 |